# Claymore, New South Wales

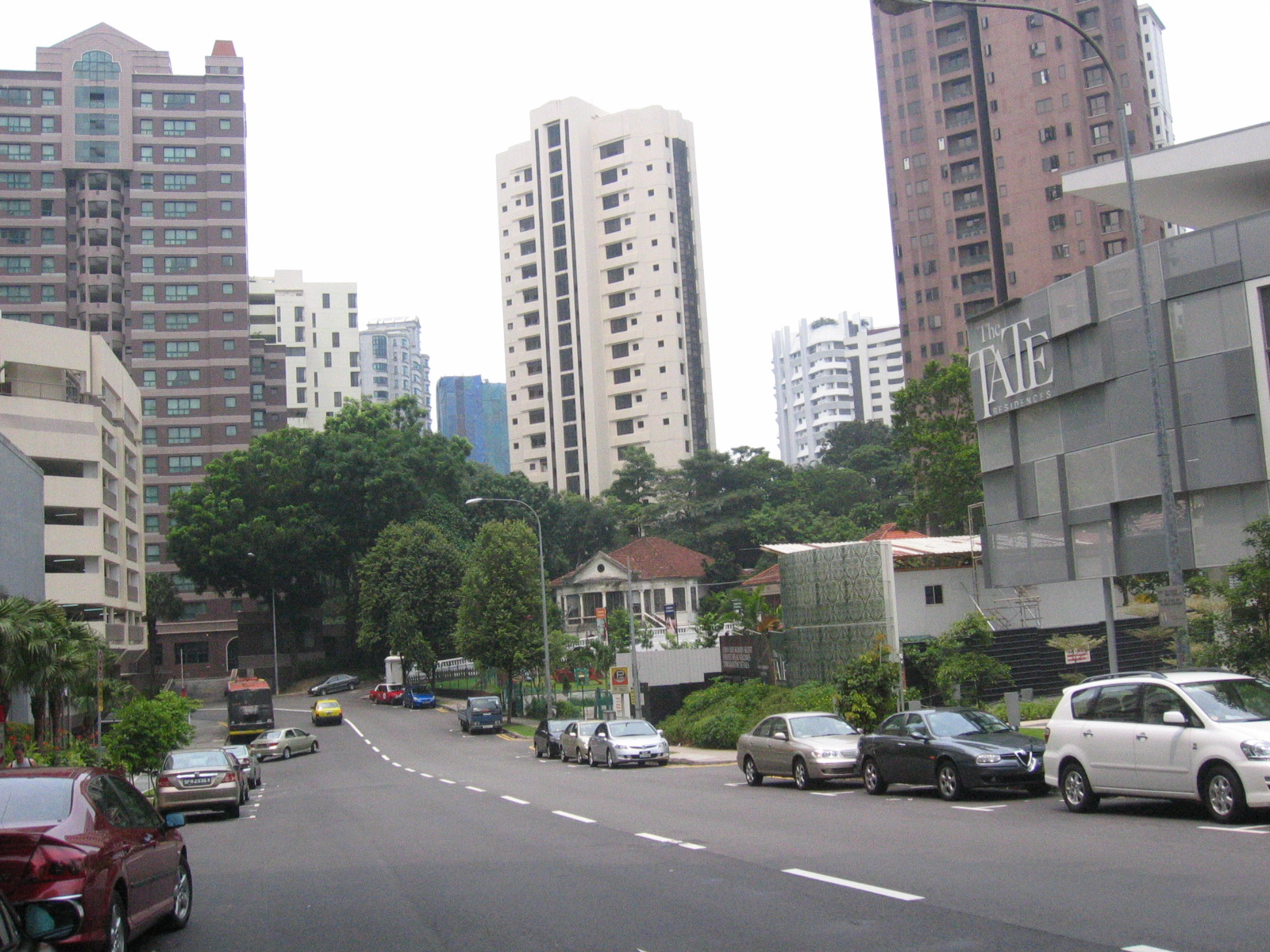
Claymore Road

Claymore este o suburbie în Sydney, Australia.